# Night and Day (album de Joe Jackson)
Pour les articles homonymes, voir Night and Day.
Albums de Joe Jackson
Joe Jackson's Jumpin' Jive
(1981) Mike's Murder
(1983)
Singles
1. Real Men
Sortie : 1982
2. Steppin' Out
Sortie : 1982
3. Breaking Us in Two
Sortie : 1983

Night and Day est le cinquième album studio de Joe Jackson, sorti en juin 1982.
Le titre de l'opus vient de la chanson de Cole Porter, Night and Day.
L'album, qui s'est classé 3e au UK Albums Chart et 4e au Billboard 200, a été certifié disque d'or par la Recording Industry Association of America (RIAA) le 17 novembre 1982 et par la British Phonographic Industry (BPI) le 15 février 1983.
Il contient l'un de des plus grands succès de l'artiste, Steppin' Out, classé 6e au UK Singles Chart et au Billboard Hot 100.

## Liste des titres
| 1. | Another World | Joe Jackson           | 3:53 |
| 2. | Chinatown     | Jackson               | 4:07 |
| 3. | T.V. Age      | Jackson, Steve Tatler | 3:47 |
| 4. | Target        | Jackson               | 3:48 |
| 5. | Steppin' Out  | Jackson               | 4:23 |

| 1. | Breaking Us in Two | Jackson | 4:53 |
| 2. | Cancer             | Jackson | 5:58 |
| 3. | Real Men           | Jackson | 4:04 |
| 4. | A Slow Song        | Jackson | 7:01 |

### Édition Deluxeremastérisée2003[8]
| 1. | Another World      | 4:00 |
| 2. | Chinatown          | 4:08 |
| 3. | T.V. Age           | 3:45 |
| 4. | Target             | 3:52 |
| 5. | Steppin' Out       | 4:34 |
| 6. | Breaking Us in Two | 4:57 |
| 7. | Cancer             | 6:06 |
| 8. | Real Men           | 4:05 |
| 9. | A Slow Song        | 7:13 |

| 1. | Steppin' Out       | 4:14 |
| 2. | Target             | 4:11 |
| 3. | Cancer             | 4:23 |
| 4. | Real Men           | 4:20 |
| 5. | Breaking Us in Two | 3:56 |
| 6. | Chinatown          | 3:05 |

| 7.  | Cosmopolitan                        | 4:38 |
| 8.  | 1-2-3 Go (This Town's a Fairground) | 3:02 |
| 9.  | Laundromat Monday                   | 3:33 |
| 10. | Memphis                             | 4:46 |
| 11. | Moonlight                           | 4:28 |

| 12. | On Your Radio                                         | 5:07 |
| 13. | Fools in Love                                         | 7:44 |
| 14. | Cancer                                                | 8:26 |
| 15. | Is She Really Going Out with Him (A Cappella Version) | 4:43 |
| 16. | Look Sharp!                                           | 4:29 |

## Personnel
- Joe Jackson : orgue, synthétiseur, harmonica, piano, orgue Hammond, piano électrique, saxophone alto, vibraphone, Fender Rhodes, chant
- Sue Hadjopoulos : flûte, percussions, bongos, conga, timbales, xylophone, cloches, Glockenspiel, chœurs
- Graham Maby : basse, percussions, chœurs
- Grace Millan : chœurs
- Ed Roynesdal : violon, claviers
- Larry Tolfree : percussions, batterie, timbales
- Ricardo Torres : percussions, claves, bongos, cencerro
- Al Weisman : chœurs